# Matilda Lutz
Matilda Anna Ingrid Lutz  (Milán, Italia; 28 de enero de 1992) es una actriz y modelo italiana, conocida por haber protagonizado la película de terror sobrenatural Rings y el thriller Revenge, ambas en 2017. En 2021 protagonizó A Classic Horror Story.

## Filmografía

### Películas
| Año  | Título                    | Rol            | Notas        |
| ---- | ------------------------- | -------------- | ------------ |
| 2011 | The Lost Scent In D Minor | Jessica        | Cortometraje |
| 2012 | Azzurrina                 | Jenny          |              |
| 2013 | The Fifth Wheel           | Francesca      |              |
| 2014 | Somewhere Beautiful       | Nanny          |              |
| 2015 | My Name Is Maya           | Niki / Maya    |              |
| 2016 | L'Universale              | Alice          |              |
| 2016 | Summertime                | Maria          |              |
| 2017 | Rings                     | Julia          |              |
| 2017 | Revenge                   | Jennifer       |              |
| 2018 | Megan                     | Megan Paulson  | Cortometraje |
| 2019 | The Divorce Party         | Katie          |              |
| 2021 | A Classic Horror Story    | Elisa          |              |
| 2021 | Zone 414                  | Jane           |              |
| 2023 | Reptiles                  | Summer Elswick |              |
| 2023 | Helen's Dead              | Helen          |              |

### Televisión
| Año     | Título                      | Rol                | Notas                                |
| ------- | --------------------------- | ------------------ | ------------------------------------ |
| 2013    | Crossing Lines              | Angela Conti       | Episodio: "Desperation & Desperados" |
| 2014–15 | Fuoriclasse                 | Barbara Pinaider   | 16 episodios                         |
| 2018    | Medici: Masters of Florence | Simonetta Vespucci | 8 episodios                          |